# Edward Bagnall Poulton
Edward Bagnall Poulton (27 januari 1856 - 20 november 1943) was een Brits evolutionair zoöloog en entomoloog. Hij hield zich met name bezig met onderzoek naar en uitleg van de werking van natuurlijke selectie bij insecten. Poulton ontdekte het 'aposematisme', evolutionair geadapteerde kenmerken van soorten ter bescherming tegen roofdieren.

## Levenswerk
Poulton leefde midden in de periode van de herontdekking van de wetten van Mendel en de acceptatie van het neo-darwinisme en natuurlijke selectie als mechanisme in de evolutie. Hij bewonderde Charles Darwin en was een fel verdediger van August Weismann. Tevens was hij voorstander van experimenten met betrekking tot mimicry.

## Academisch
Poulton studeerde in 1876 af in zoölogie aan de Universiteit van Oxford. In 1893 keerde hij terug als hoogleraar ('hope professor') in het vak. Hij schreef meer dan tweehonderd publicaties over verschillende deelgebieden binnen zijn vakgebied.
Poulton ontving in 1914 de Darwin Medal van de Royal Society. Acht jaar later kende de Linnean Society of London hem de Linnean Medal toe.

## Bibliografie

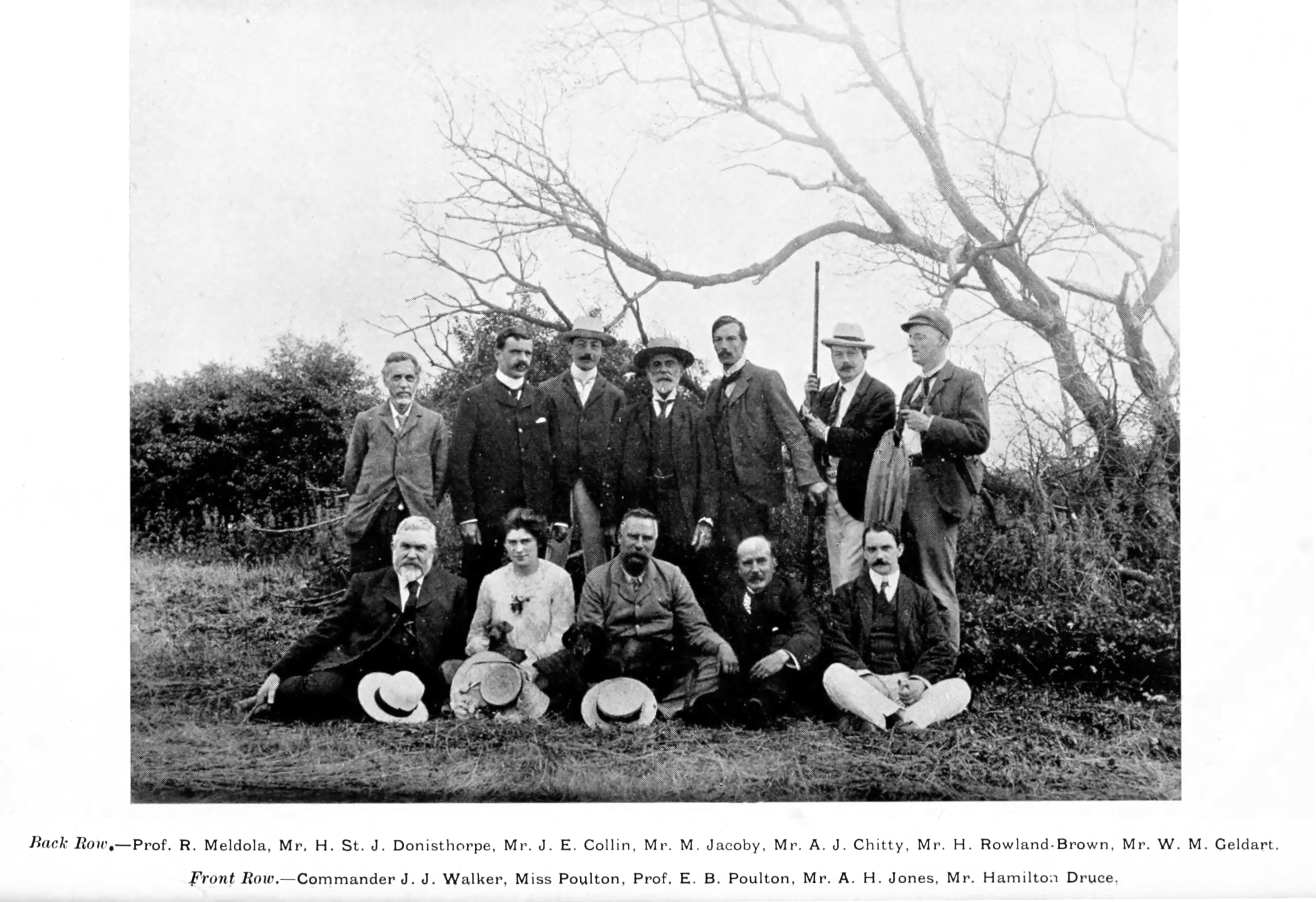
E.B. Poulton met een gezelschap van de Entomological Society in 1904 (zittend in het midden, links van hem zijn dochter)